# Turňa nad Bodvou
Turňa nad Bodvou (em húngaro: Torna; alemão: Tornau) é um município da Eslováquia, situado no distrito de Košice-okolie, na região de Košice. Tem 23,21 km² de área e sua população em 2018 foi estimada em 3.636 habitantes.

## Demografia
| Ano:        | 1994 | 2004    | 2014   | 2024   |
| ----------- | ---- | ------- | ------ | ------ |
| Broj ljudi: | 2888 | 3279    | 3526   | 3686   |
| Razlika:    |      | +13,53% | +7,53% | +4,53% |

| Ano:               | 2023 | 2024   |
| ------------------ | ---- | ------ |
| Número de pessoas: | 3675 | 3686   |
| Diferença:         |      | +0,29% |